# Septoria rumicum
Septoria rumicum är en svampart som beskrevs av Sacc. & Paol. 1889. Septoria rumicum ingår i släktet Septoria och familjen Mycosphaerellaceae.   Inga underarter finns listade i Catalogue of Life.